# Eurytides dolicaon
Eurytides dolicaon är en fjärilsart som först beskrevs av Pieter Cramer 1775.  Eurytides dolicaon ingår i släktet Eurytides och familjen riddarfjärilar. Inga underarter finns listade i Catalogue of Life.

## Bildgalleri

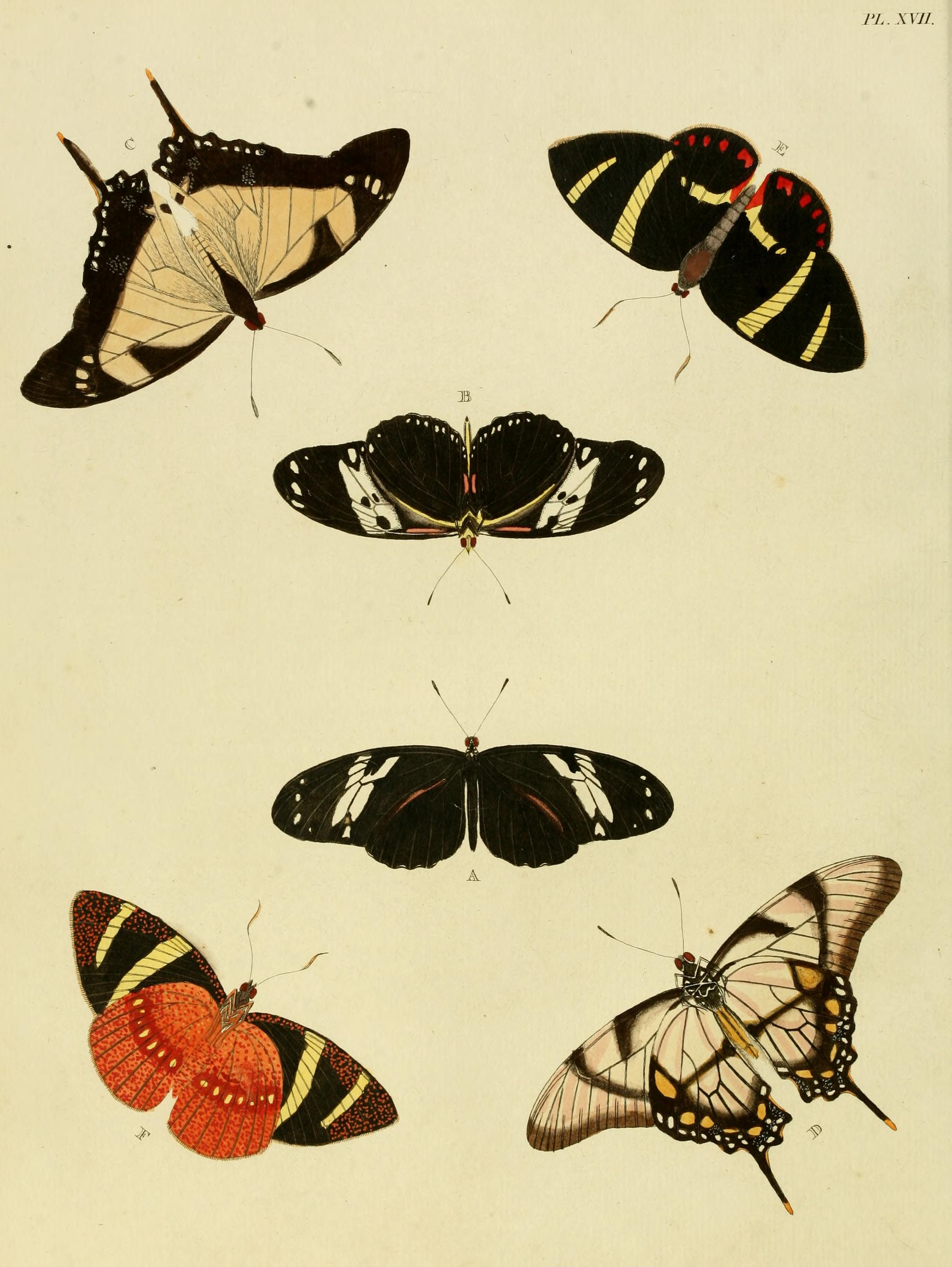
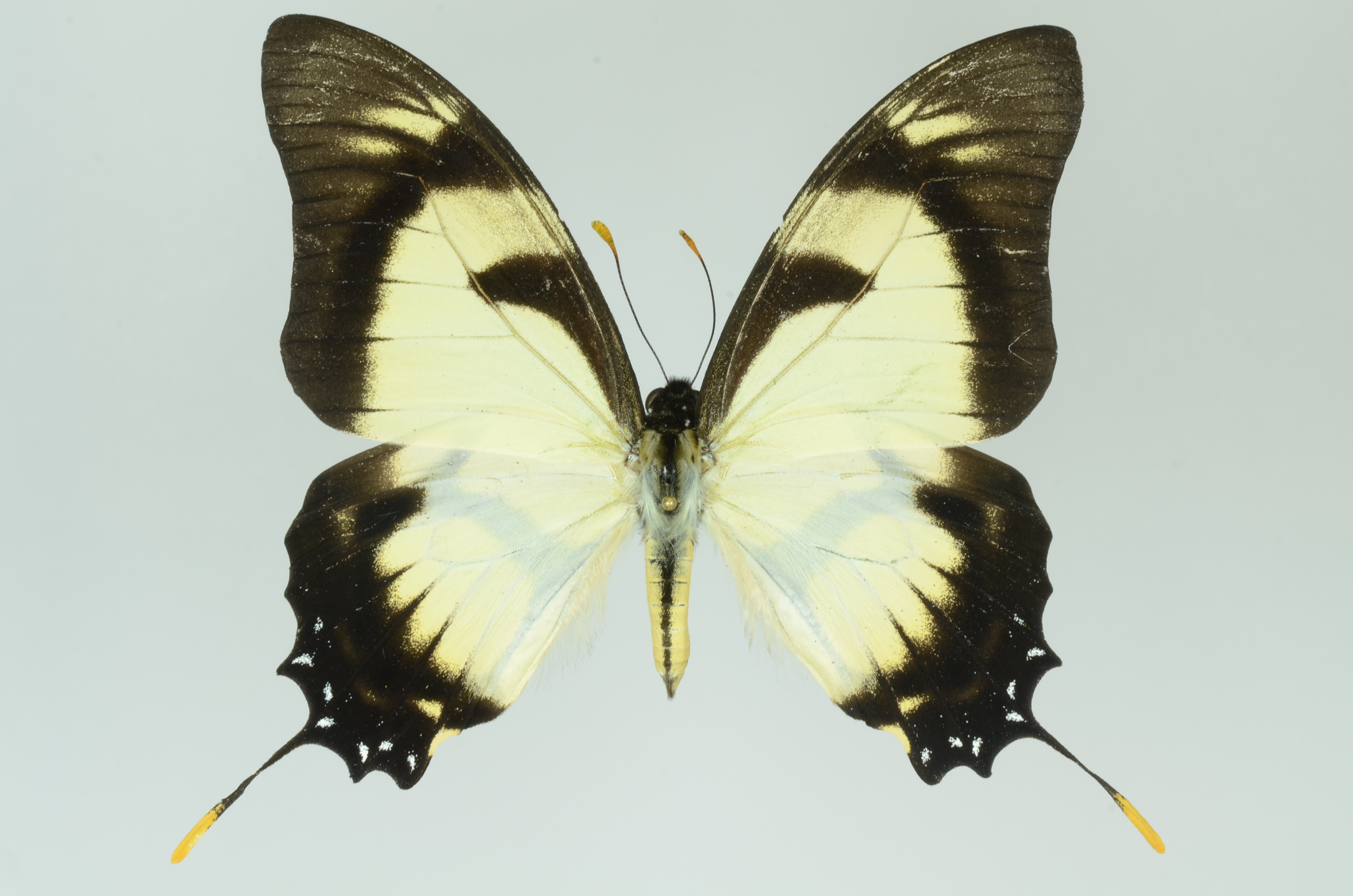
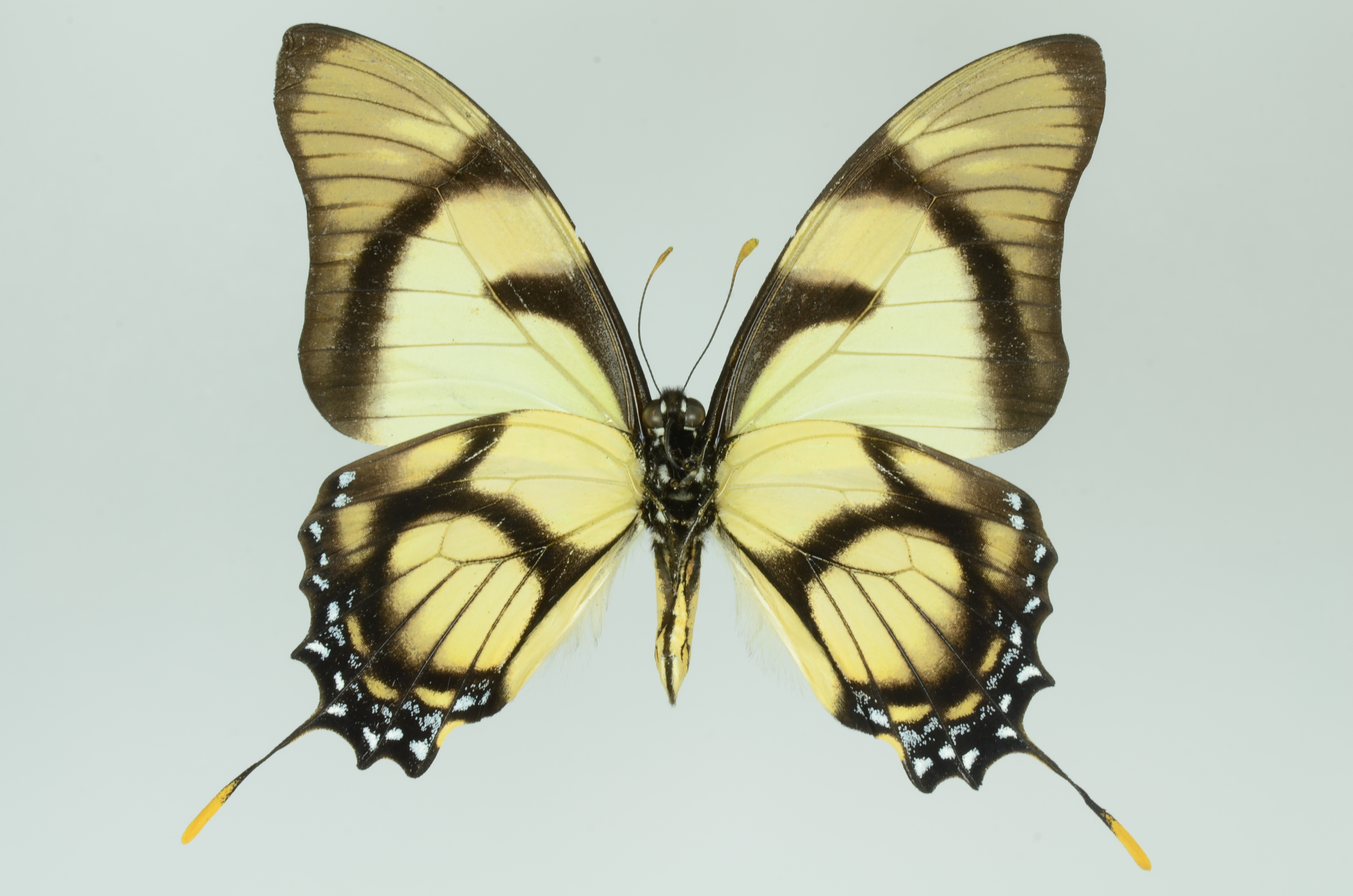
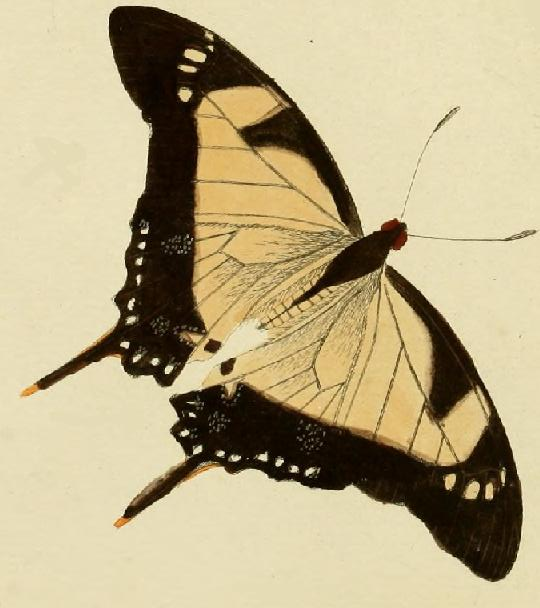
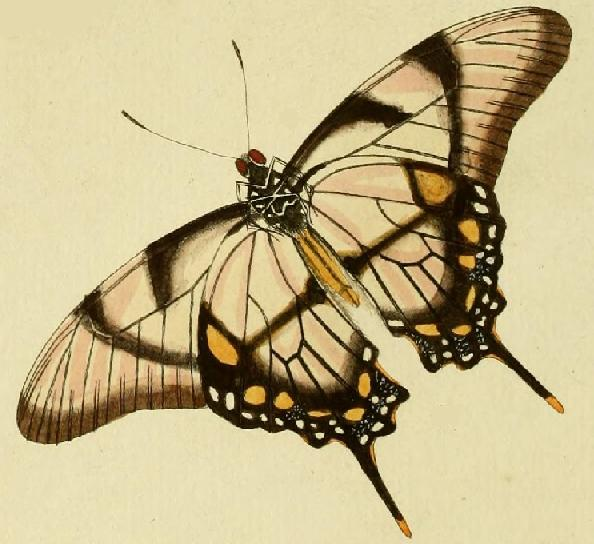
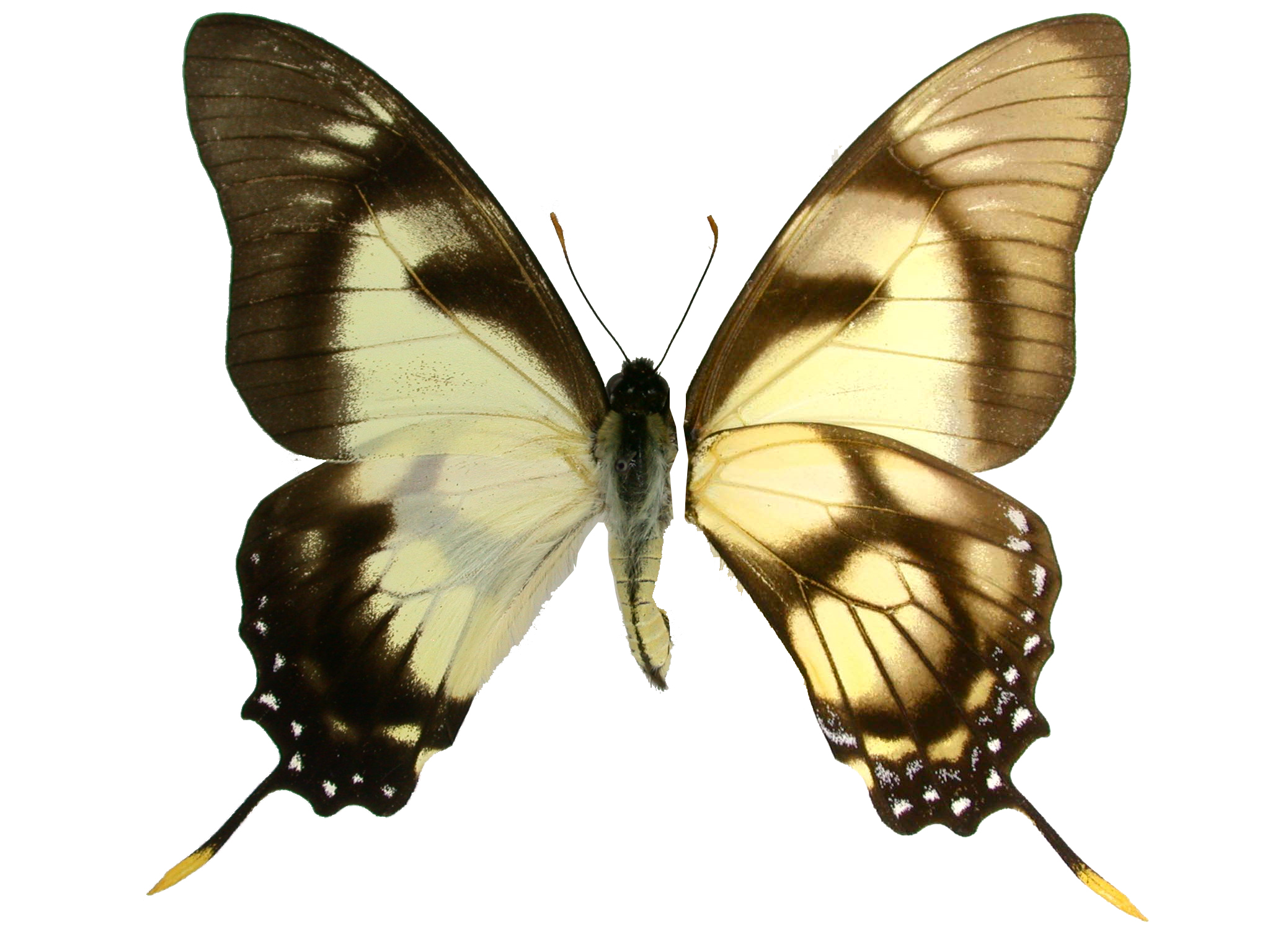